# A magyar női labdarúgó-válogatott 2011. június 7-i mérkőzése
Előző mérkőzés - Következő mérkőzés
A magyar női labdarúgó-válogatott barátságos mérkőzése Kanada ellen, 2011. június 7-én. A mérkőzés 1–0-s kanadai győzelemmel zárult.

## Keretek
A magyar női labdarúgó-válogatott szövetségi kapitánya, Kiss László, június 5-én hirdette ki, a tizenkilenc főből álló keretét a barátságos mérkőzésre. A keretben a magyar első osztályban szereplő játékosok mellett a válogatott rendelkezésére állt a Németországban szereplő Gáspár Cecília, Jakabfi Zsanett és az Olaszországban játszó Szőcs Réka is. Demeter Rékára vizsgái miatt nem számíthatott a kapitány. A mérkőzés előtt Tálosi Szabina sérülése miatt Szabó Boglárka kapott meghívót a keretbe.
| Magyarország     | Magyarország | Magyarország | Magyarország  |
| Név              | Kor          | Vál./Gól     | Klub          |
| ---------------- | ------------ | ------------ | ------------- |
| Papp Eszter      | 21 éves      | 4 / 0        | Viktória FC   |
| Szőcs Réka       | 21 éves      | 16 / 0       | Orlandia ’97  |
| Gál Tímea        | 26 éves      | 28/ 0        | MTK Hungária  |
| Gáspár Cecília   | 26 éves      | 27/ 0        | ETSV Würzburg |
| Megyeri Boglárka | 23 éves      | 6 / 1        | Viktória FC   |
| Szeitl Szilvia   | 24 éves      | 20 / 0       | 1. FC Femina  |
| Szórádi Nikolett | 25 éves      | 14 / 0       | Győri Dózsa   |
| Tálosi Szabina   | 22 éves      | 21 / 1       | Viktória FC   |
| Jakab Réka       | 24 éves      | 25 / 7       | Győri Dózsa   |
| Papp Dóra        | 20 éves      | 5 / 1        | MTK Hungária  |
| Rácz Zsófia      | 22 éves      | 19 / 2       | Viktória FC   |
| Smuczer Angéla   | 29 éves      | 57 / 1       | MTK Hungária  |
| Benkő Mónika     | 24 éves      | 5 / 0        | 1. FC Femina  |
| Fogl Katalin     | 27 éves      | 19 / 3       | Taksony SE    |
| Jakabfi Zsanett  | 21 éves      | 14 / 9       | VfL Wolfsburg |
| Méry Rita        | 26 éves      | 30 / 7       | MTK Hungária  |
| Pádár Anita      | 32 éves      | 81 / 31      | 1. FC Femina  |

| Kanada             | Kanada  | Kanada   | Kanada                  |
| Név                | Kor     | Vál./Gól | Klub                    |
| ------------------ | ------- | -------- | ----------------------- |
| Karina LeBlanc     | 31 éves | 87 / 0   | Philadelphia            |
| Erin McLeod        | 28 éves | 61 / 0   | magicJack               |
| Rachelle Beanlands | 17 éves | 0 / 0    | Ottawa Fury             |
| Emily Zurrer       | 23 éves | 43/ 2    | Vancouver Whitecaps     |
| Melania Booth      | 26 éves | 48/ 1    | Vancouver Whitecaps     |
| Robyn Gayle        | 25 éves | 42/ 0    | Vancouver Whitecaps     |
| Chelsea Stewart    | 21 éves | 21/ 0    | Vancouver Whitecaps     |
| Carmelina Moscato  | 27 éves | 50 / 2   | UPC Tavagnacco          |
| Kaylyn Kyle        | 22 éves | 30 / 2   | Piteå IF                |
| Rhian Wilkinson    | 29 éves | 98 / 7   | Team Strømmen FK        |
| Diana Matheson     | 27 éves | 120 / 9  | Team Strømmen FK        |
| Nicole Setterlund  | 18 éves | 0 / 0    | Vancouver Whitecaps     |
| Sophie Schmidt     | 22 éves | 61 / 3   | Vancouver Whitecaps     |
| Desiree Scott      | 23 éves | 20 / 0   | Vancouver Whitecaps     |
| Brittany Timko     | 25 éves | 99 / 4   | SG Essen-Schönebeck     |
| Christina Julien   | 23 éves | 26 / 7   | Ottawa Fury             |
| Amélia Pietrangelo | 17 éves | 3 / 0    | Comètes de Laval        |
| Melissa Tancredi   | 29 éves | 60 / 13  | Vancouver Whitecaps     |
| Jodi-Ann Robinson  | 22 éves | 49 / 7   | Vancouver Whitecaps     |
| Jonelle Filigno    | 20 éves | 37 / 7   | Rutgers University      |
| Brooke McCalla     | 23 éves | 7 / 0    | Master's Futbol Academy |
| Chelsea Buckland   | 21 éves | 2 / 0    | Oregon State University |

 megjegyzés: Az adatok a mérkőzés napjának megfelelőek!

## Az összeállítások
| 2011. június 7. 17:00 (UTC+1) |

| Magyarország | 0 – 1   | Kanada       |
| ------------ | ------- | ------------ |
|              | (0 – 0) | Matheson 87' |

| Telki Nézőszám: 150 |

| Magyarország | Kanada |

| MAGYARORSZÁG:        |    |                  |                |
|                      |    |                  |                |
| K                    | 1  | Szőcs Réka       |                |
| V                    | 28 | Szabó Boglárka   |                |
| V                    | 5  | Gál Tímea        |                |
| V                    | 9  | Szeitl Szilvia   |                |
| V                    | 33 | Megyeri Boglárka | 64'            |
| KP                   | 13 | Jakabfi Zsanett  | 64'            |
| KP                   | 6  | Smuczer Angéla   |                |
| KP                   | 10 | Rácz Zsófia      | 89'            |
| KP                   | 17 | Jakab Réka       | 71'            |
| CS                   | 8  | Pádár Anita      | Csapatkapitány |
| CS                   | 14 | Méry Rita        | 76'            |
| Cserék:              |    |                  |                |
| K                    | 12 | Papp Eszter      |                |
| KP                   | 30 | Papp Dóra        | 64'            |
| V                    | 84 | Gáspár Cecília   | 64'            |
| V                    | 2  | Szórádi Nikolett | 89'            |
| KP                   | 3  | Benkő Mónika     | 71'            |
| CS                   | 11 | Fogl Katalin     | 76'            |
| Szövetségi kapitány: |    |                  |                |
| Kiss László          |    |                  |                |

| KANADA:              |    |                      |                |
|                      |    |                      |                |
| K                    | 1  | Karina LeBlanc       |                |
| V                    | 3  | Melanie Booth        | 46'            |
| V                    | 4  | Carmelina Moscato    |                |
| V                    | 5  | Robyn Gayle          |                |
| V                    | 7  | Rhian Wilkinson      |                |
| KP                   | 5  | Brittany Timko       | 64'            |
| KP                   | 16 | Jonelle Filigno      |                |
| KP                   | 8  | Sophie Schmidt       | 81'            |
| KP                   | 10 | Diana Matheson       | Csapatkapitány |
| CS                   | 6  | Kaylyn Kyle          | 46'            |
| CS                   | 10 | Christina Julien 58' |                |
| Cserék:              |    |                      |                |
| K                    | 18 | Erin McLeod          |                |
| V                    | 2  | Emily Zurrer         | 46'            |
| CS                   | 15 | Jodi-Ann Robinson    | 58'            |
| KP                   | 19 | Chelsea Stewart      | 46'            |
| KP                   | 23 | Desiree Scott        | 64'            |
| CS                   | 24 | Chelsea Buckland     | 81'            |
| Szövetségi kapitány: |    |                      |                |
| Carolina Morace      |    |                      |                |

## A mérkőzés
| „             | Meglepődtem azon, hogy a kanadaiak négy-négy-kettes felállásban, tipikus erőszakos angol stílusú futballal rukkoltak elő. Az első félidőben jól játszottunk, kiegyenlített volt a meccs, a szünet után azonban visszaesett a játékunk, elsősorban támadásban lettünk jóval visszafogottabbak. A védelemmel azonban elégedett vagyok, a hátsó alakzatban mindenki jó teljesítményt nyújtott, sajnálom, hogy a végén gólt kaptunk, és nem tudtunk megtartani a döntetlent. | ” |
| – Kiss László | |   |

| „                 | A játékosaimat előre felkészítettem arra, hogy Európában egyetlen csapatot sem szabad félvállról venni, mert semmit sem jelent, hogy a magyar válogatott nem résztvevője a nagy világeseményeknek. A női futball Európában sokkal erősebb, mint a tengerentúlon, még a második-harmadik vonalban is komoly játéktudással rendelkező csapatok vannak. Ennek ellenére túlzott magabiztossággal, és érezhetően könnyedén kezdtük a mérkőzést, időbe telt, mire felpörögtek a játékosaim. Taktikailag azonban a labdarúgók megvalósították, amit kértem tőlük, ezért végeredményben elfogadhatónak értékelem a teljesítményünket. Előzetesen nem sokat tudtam a magyar válogatottról, de olaszként tisztában vagyok a magyar futball tradícióival, és ez szólt amellett, hogy lekössük ezt a felkészülési mérkőzést. A hazai csapat jó benyomást tett rám, szervezetten játszott, nagyon zártan és fegyelmezetten védekezett. Számítottunk rá, hogy a magyarok védekező taktikát választanak, és ez be is jött, a hazai játékosok visszahúzódtak saját térfelükre, és ebből próbáltak támadásokat vezetni. Ezzel együtt a magyar válogatott az első félidőben több nagy helyzetet is kialakított, és akár a vezetést is megszerezhette volna. A szünet után már mezőnyfölényben játszottunk, ami végül az eredményben is megmutatkozott. | ” |
| – Carolina Morace | |   |

## Örökmérleg a mérkőzés után
| Magyarország | :         | Kanada |
| ------------ | --------- | ------ |
| 0            | Győzelem  | 1      |
| 0            | Döntetlen | 0      |
| 0            | Gólok     | 1      |
| 0/3          | Pontok    | 3/3    |
| 0            | %         | 100    |